# Гастінг

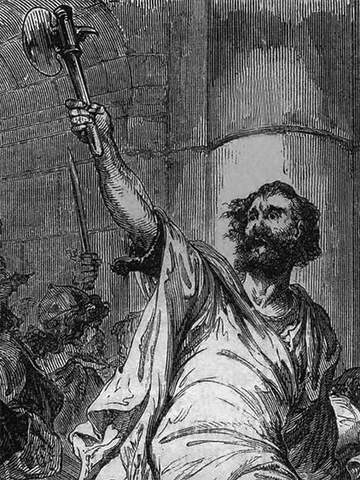
Гастінґ в Луні, Італія (859)

Гастінг (Hasting) — данський вікінг, головна загроза Західно-Франкського королівства в IX столітті.

## Біографія
У 840 році Гастінг зі своїм флотом рушив за течією Сени й Луари, розгромив Париж та інші міста, а потім осів на морському березі, де міг постійно отримувати підкріплення з моря. Звідси зробив похід до Іспанії, потім пройшов Гібралтарською протокою і напав на Італію.
В Італії хитрістю захопив місто Луні в Лігурії, думаючи, що це Рим. З Італії повернувся знову до Франкії, через деякий час хрестився й уклав мир з Карлом II Лисим, який в 882 році надав Гастінґу у феод Шартрське графство.
Можливо, це той самий Гастінг, який нападав на Британію під час правління вессекського короля Альфреда Великого.